# Lista över sjukhus i Region Skåne
Det finns totalt nio stycken sjukhus i Region Skåne. Skånes universitetssjukhus har lokaler i både Malmö och Lund, och är en sammanslagning av Universitetssjukhuset Mas och Universitetssjukhuset i Lund. Sjukhuset i Lund, grundat 1768, är det äldsta allmänna sjukhuset i Skåne.
| Namn                                                       | Antal antsällda | Privat eller offentlig vårdgivare |
| ---------------------------------------------------------- | --------------- | --------------------------------- |
| Skånes universitetssjukhus, SUS (beläget i Lund och Malmö) | 12 000          | Offentlig                         |
| Helsingborgs lasarett                                      | 3 000           | Offentlig                         |
| Centralsjukhuset Kristianstad, CSK                         | 2 000           | Offentlig                         |
| Lasarettet i Ystad                                         | 1 000           | Offentlig                         |
| Lasarettet Trelleborg                                      | 700             | Offentlig                         |
| Ängelholms sjukhus                                         | 600             | Offentlig                         |
| Hässleholms sjukhus                                        | 500             | Offentlig                         |
| Lasarettet i Landskrona                                    | 350             | Offentlig                         |
| Närsjukhus Simrishamn                                      | 150             | Privat (Capio)                    |